# Rincón de San Martín

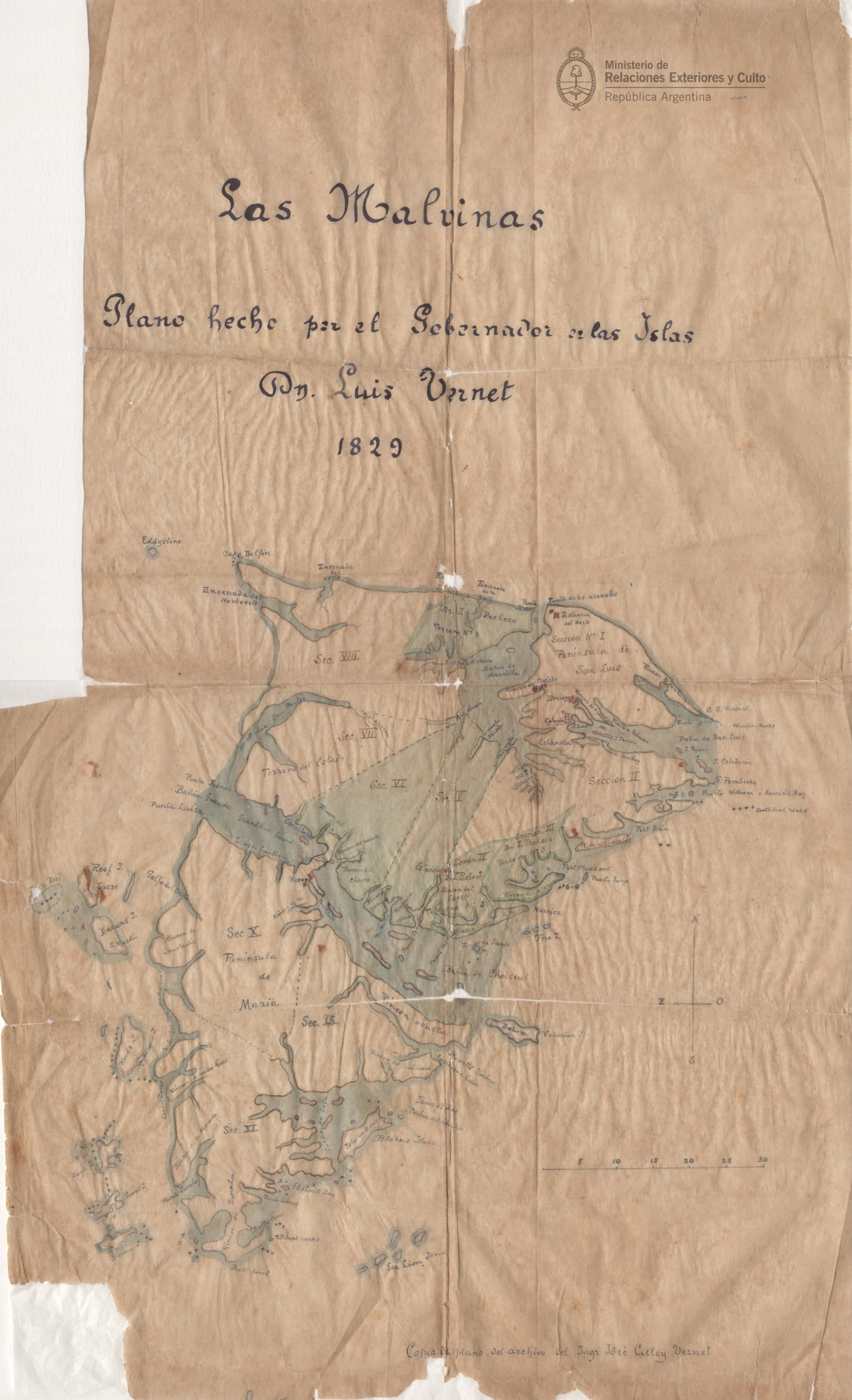
Mapa de la isla Soledad hecho por Luis Vernet en 1829 y conservado en la Cancillería Argentina, donde aparece el Rincón de San Martín.

Rincón de San Martín es el nombre que recibe según la toponimia argentina un sector de la costa oeste de Lafonia, isla Soledad, Islas Malvinas, que según la Organización de las Naciones Unidas (ONU), están en litigio de soberanía entre el Reino Unido, quien la administra como parte del territorio británico de ultramar de las Malvinas, y la Argentina, quien reclama su devolución, y la integra en el departamento Islas del Atlántico Sur de la provincia de Tierra del Fuego, Antártida e Islas del Atlántico Sur.
Se ubica sobre el estrecho de San Carlos, entre Puerto Egg y Puerto Pichón. Los islotes Tyssen, la isla Cisne, la isla Barranco Alto y el asentamiento de Mariquita se hallan cerca. El área no tiene denominación en la toponimia británica del archipiélago.
Debe su nombre a José de San Martín (Yapeyú, Virreinato del Río de la Plata, 1778 - Boulogne-sur-Mer, Francia, 1850), militar cuyas campañas fueron decisivas para las independencias de la Argentina, Chile y Perú. 